# Nephila edulis
Nephila edulis este o specie de păianjeni din familia Nephilidae. Se întâlnește pe scară largă în Australia, unde este găsită în regiuni tropicale și temperate, și în unele uone din Noua Guinee și Noua Caledonie.

## Descriere

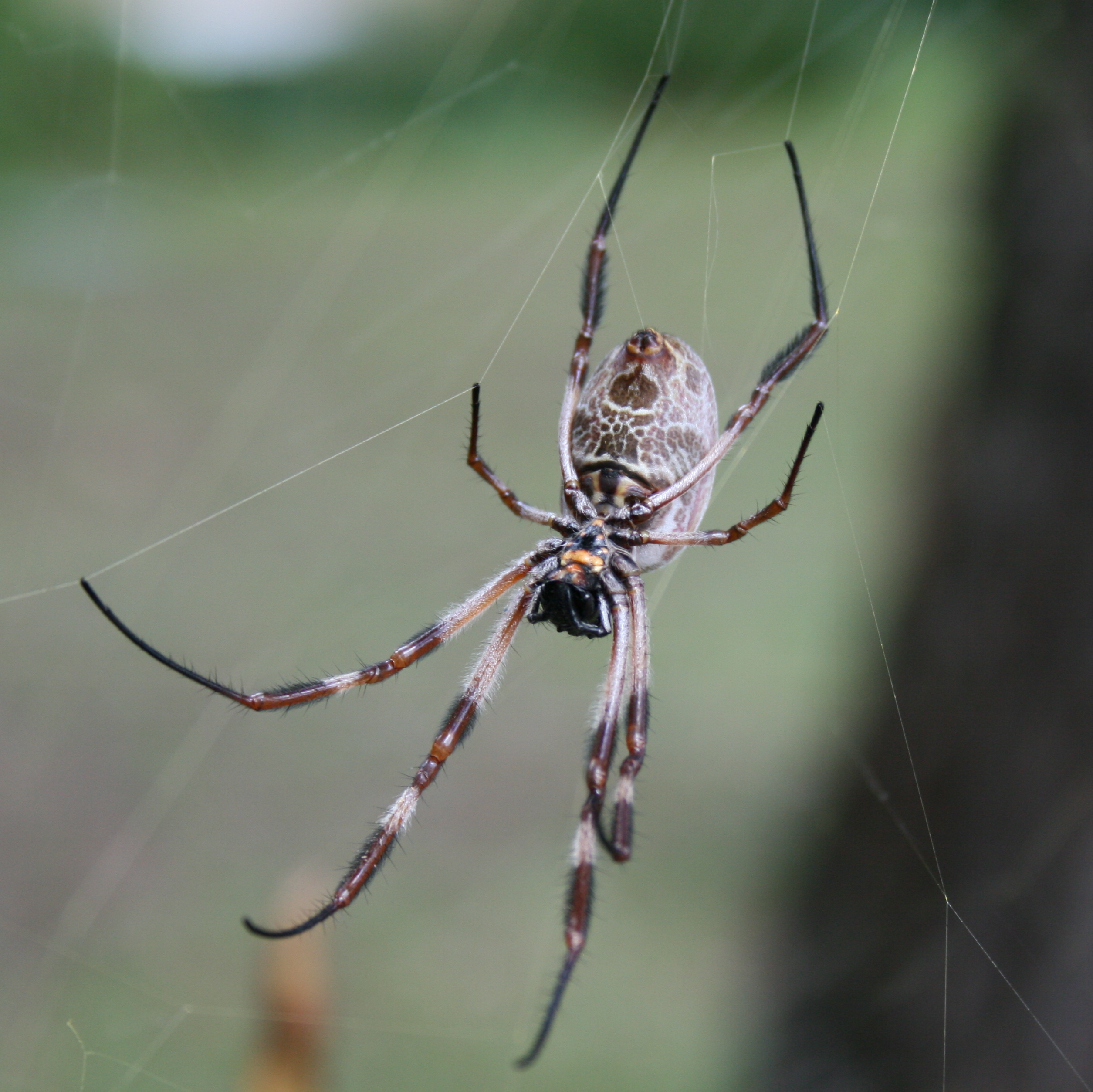
Vedere ventrală

Este o specie cu variabilitate mare în dimensiuni, femela poat atinge 23 milimetri în lungime, masculul aproximativ 6 mm. Prosoma este neagră, cu un model alb pe partea dorsală și galbenă ventral. Opistosomă este de culoare gri spre maro.
Pânza este de aproximativ 1 metru în diametru și protejate de o puternică "barieră" de mătase. Împerecherea are loc din februarie până în mai, femela depune în medie 380 de ouă.

## Etimologie
Denumirea specii provine de la cuvântul latin edulis - ce înseamnă comestibil. Deși nu este foarte clar de ce anume această specie este numită așa, însă e cunoscut faptul că mai multe specii Nephila sunt considerate o delicatesă în Noua Guinee. 

Pentru prima dată specia a fost desrisă de către Jacques Labillardiere, în Relation du Voyage à la Recherche de la Pérouse (1799), al doilea păianjen australia descoperit de un naturalist european.